# Taumacera mohamedsaidi
Taumacera mohamedsaidi es una especie de insecto coleóptero de la familia Chrysomelidae.
Fue descrita científicamente en 1999 por Reid.